# St. Johannes der Täufer (Schalkenbach)

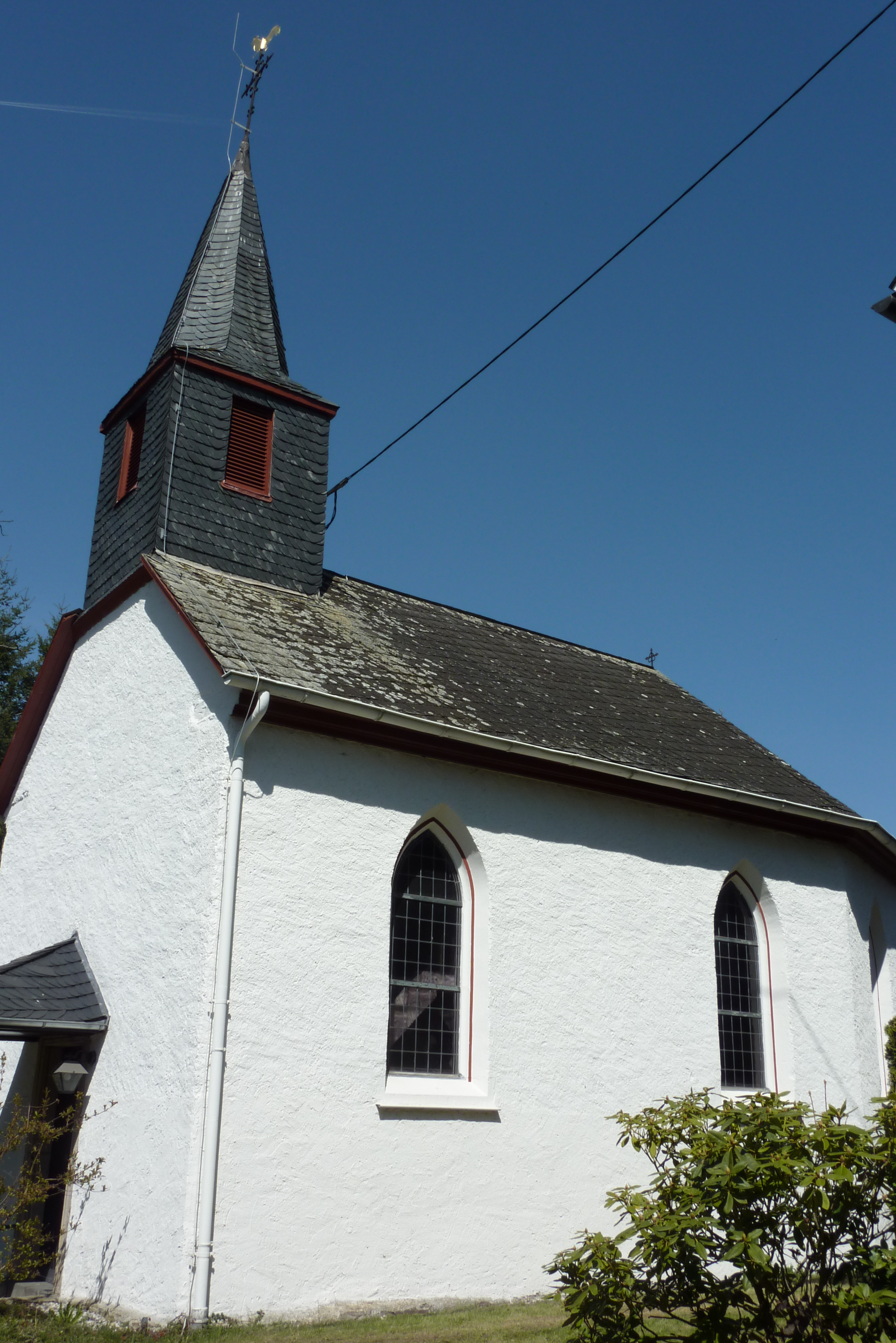
Kapelle St. Johannes der Täufer in Schalkenbach

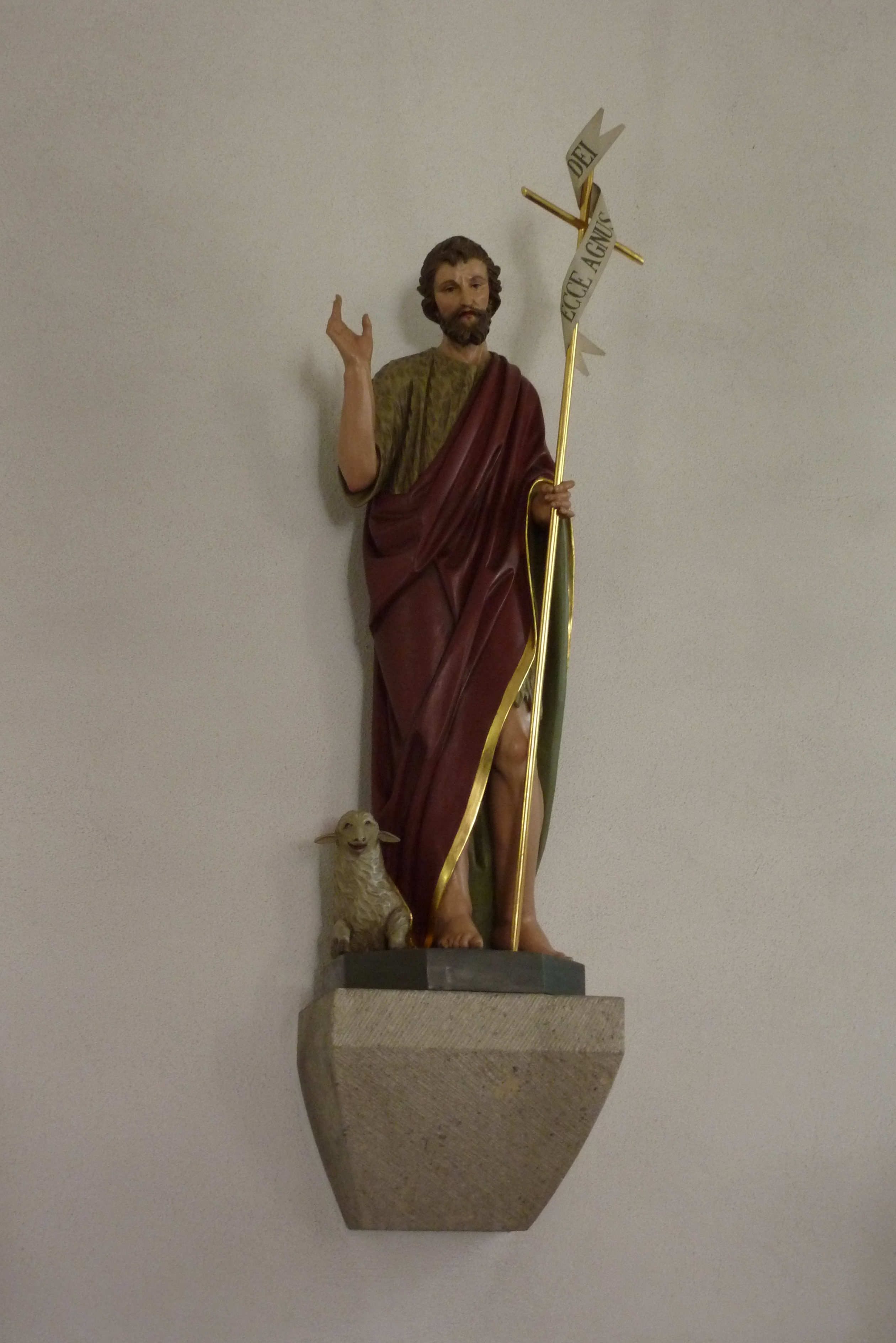
Skulptur von Johannes dem Täufer

Die katholische Kapelle St. Johannes der Täufer in Schalkenbach, einer Ortsgemeinde im Landkreis Ahrweiler in Rheinland-Pfalz, wurde 1748 errichtet. Sie befindet sich gegenüber der Schulstraße 1 und ist ein geschütztes Kulturdenkmal.

## Bauwerk
Eine ältere Kapelle an gleicher Stelle wurde 1748 durch den Neubau dieser Kapelle ersetzt. Es ist ein verputzter Bruchsteinbau mit zwei Achsen und dreiseitigem Schluss. Die 10,80 m lange und 5,20 m breite Kapelle besitzt über dem Chor einen viereckigen Dachreiter mit achtseitigem Helm. Am rundbogigen Westportal ist die Jahreszahl 1748 angebracht. Die Fenster wurden 1892 erneuert und besitzen heute Bleiglasfenster. Der Chor, mit einer kleinen Südtür, ist durch einspringende Wandpfeiler abgeteilt.  

## Ausstattung
Der barocke Altaraufsatz aus der zweiten Hälfte des 17. Jahrhunderts stammt aus der Kirche des Klosters Kalvarienberg in Ahrweiler.